# Zorocrates tequila
Zorocrates tequila is een spinnensoort uit de familie Zoropsidae. De soort komt voor in Mexico. 